# سرزمین قبل از تاریخ ۹: سفر به آب بزرگ
سرزمین قبل از تاریخ ۹: سفر به آب بزرگ (انگلیسی: The Land Before Time IX: Journey to Big Water) یک فیلم ویدئویی پویانمایی آمریکایی محصول سال ۲۰۰۲ در ژانر ماجراجویی و فیلم موزیکال به کارگردانی و تهیه کنندگی چارلز گروسنور است. این همچنین آخرین فیلمی است که از موسیقی متن تهیه شده توسط جیمز هورنر استفاده شده‌است.

## داستان
پای کوچولو با یک موجود مرموز که همانند دلفین است و سرگرم‌کننده است به نام مو دوست می‌شود، اما دوستش در منطقه ایی گرفتار شده‌است و باید …

## صدا پیشگان
- توماس دکر
- اندی مکافی
- آریا نوئل کورزون
- جف بنیت
- راب پالسن
- کنت مارس
- میریام فلین
- ترس مک‌نیل
- جان اینگل[۱][۲]

| جایزه                | تاریخ          | نامگذاری                                | نامزد                                                              | نتیجه    |
| -------------------- | -------------- | --------------------------------------- | ------------------------------------------------------------------ | -------- |
| جایزه آنی            | اول فوریه ۲۰۰۳ | موفقیت برجسته در تولید فیلم خانگی متحرک | سرزمین قبل از زمان IX                                              | نامزدشده |
| جایزه انحصاری دی‌وی‌دی | ۲۰۰۲           | بهترین فیلم برتر انیمیشن DVD            | چارلز گروسنور (تهیه‌کننده)                                          | نامزدشده |
| جایزه انحصاری دی‌وی‌دی | ۲۰۰۲           | بهترین عملکرد شخصیت‌های متحرک            | کنت مارس (صدا، پدربزرگ)، بونیس یانگ (انیمیشن شخصیت، پدربزرگ)       | نامزدشده |
| جایزه انحصاری دی‌وی‌دی | ۲۰۰۲           | بهترین آهنگ اصلی                        | "دوست خیالی" با اجرای آریا کورزون، اندی مکافی، توماس دکر و جف بنیت | نامزدشده |
| جایزه انحصاری دی‌وی‌دی | ۲۰۰۲           | بهترین آهنگ اصلی                        | "هیچ کس مجبور به تنهایی نیست (نسخه عنوان آخر)" ساخته دنی آزمند     | نامزدشده |
| جایزه انحصاری دی‌وی‌دی | ۲۰۰۲           | بهترین امتیاز اصلی                      | مایکل تاورا (آهنگساز)                                              | نامزدشده |
| جایزه هنرمند جوان    | ۲۹ مارس ۲۰۰۳   | صدای برجسته جوان                        | توماس دکر (کوچک پا)                                                | برنده    |